# Station Eernegem
Station Eernegem was een spoorwegstation in Eernegem, een deelgemeente van de gemeente Ichtegem. Het station lag langs de spoorlijn 62 tussen Oostende en Torhout. Op de plaats waar de op 26 mei 1963 opgeheven spoorlijn lag is na de opbraak (1984-1985) een wandel- en fietspad aangelegd.
In plaats van treinen rijden er nu bussen, eerst ook met lijnnummer 62a, maar sinds 2005 met nummer 51.
0: Oostende ·
0: Oostende-Stad ·
1,9: Stene ·
5,9: Snaaskerke ·
8,9: Gistel ·
11,6: Moere ·
13,8: Eernegem ·
16,7: Ichtegem ·
20,0: Wijnendale ·
24,4: Torhout